# Prepareren

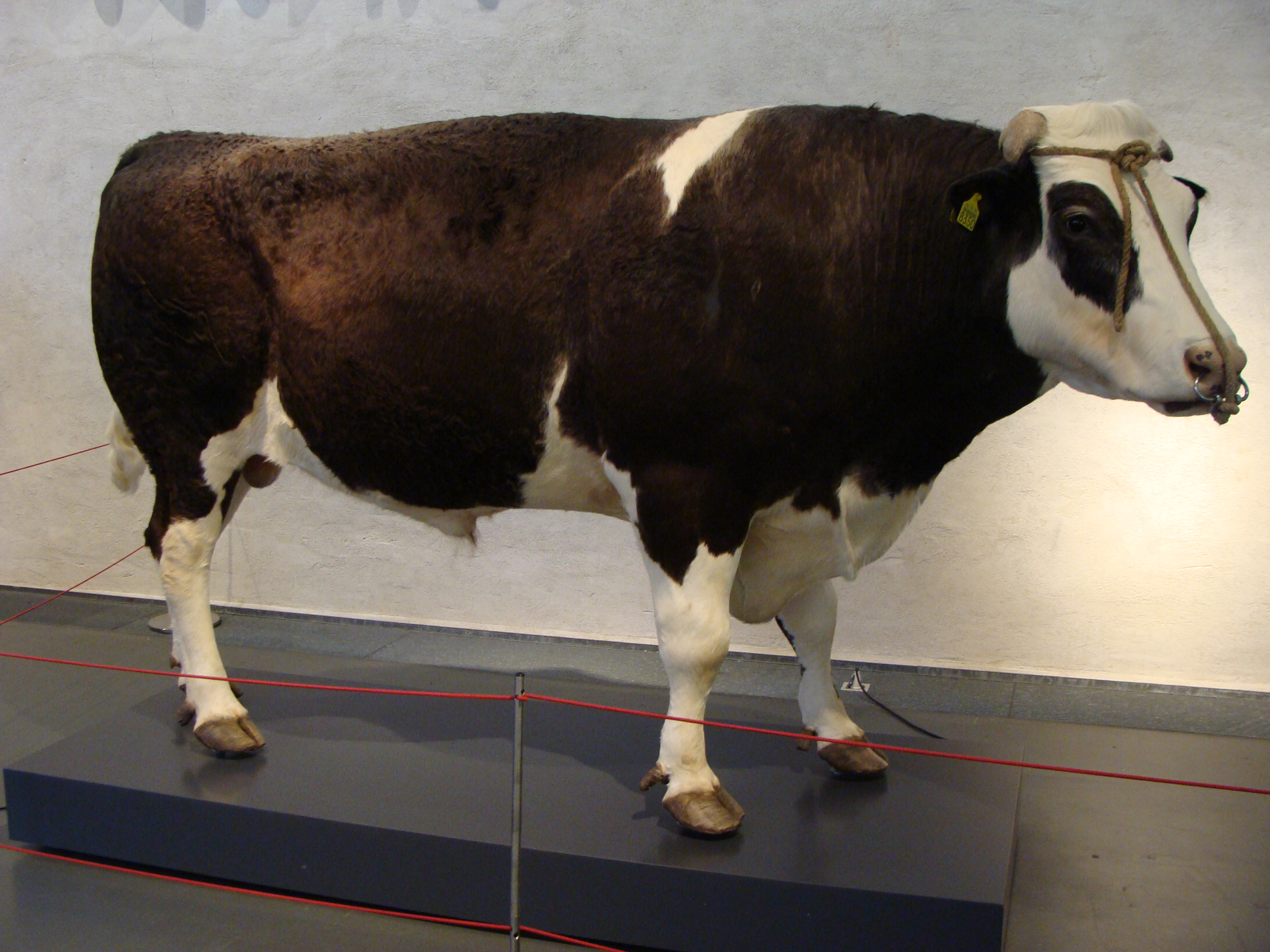
Stier Herman opgezet en tentoongesteld in Naturalis.

Prepareren is het bewerken van het dode lichaam van een dier zodat het geconserveerd blijft als zogenaamd zoölogisch specimen. Iemand die dit doet noemt men een preparateur. Bekende preparatietechnieken zijn opzetten en balgen, waarbij de huid van het dier wordt behandeld met onder andere alcohol, gedroogd en vervolgens opgevuld met watten, houtwol of polyester. 